# Harder Kulm
Der Harder Kulm ist der "Hausberg" Interlakens (Schweiz) und eigentlich gar kein Berg, sondern ein prominenter Aussichtsort des westlichen Harders (westlichster und bewaldeter Teil des etwa 30 km langen Gebirgszuges zwischen Brünigpass und Harder Kulm), und liegt direkt nördlich vom Kur- und Kongressort. Er gehört zu den Emmentaler Alpen und befindet sich auf einer Höhe von 1321 m. Er ist von Interlaken Ost durch eine Standseilbahn erschlossen.

## Lage und Umgebung

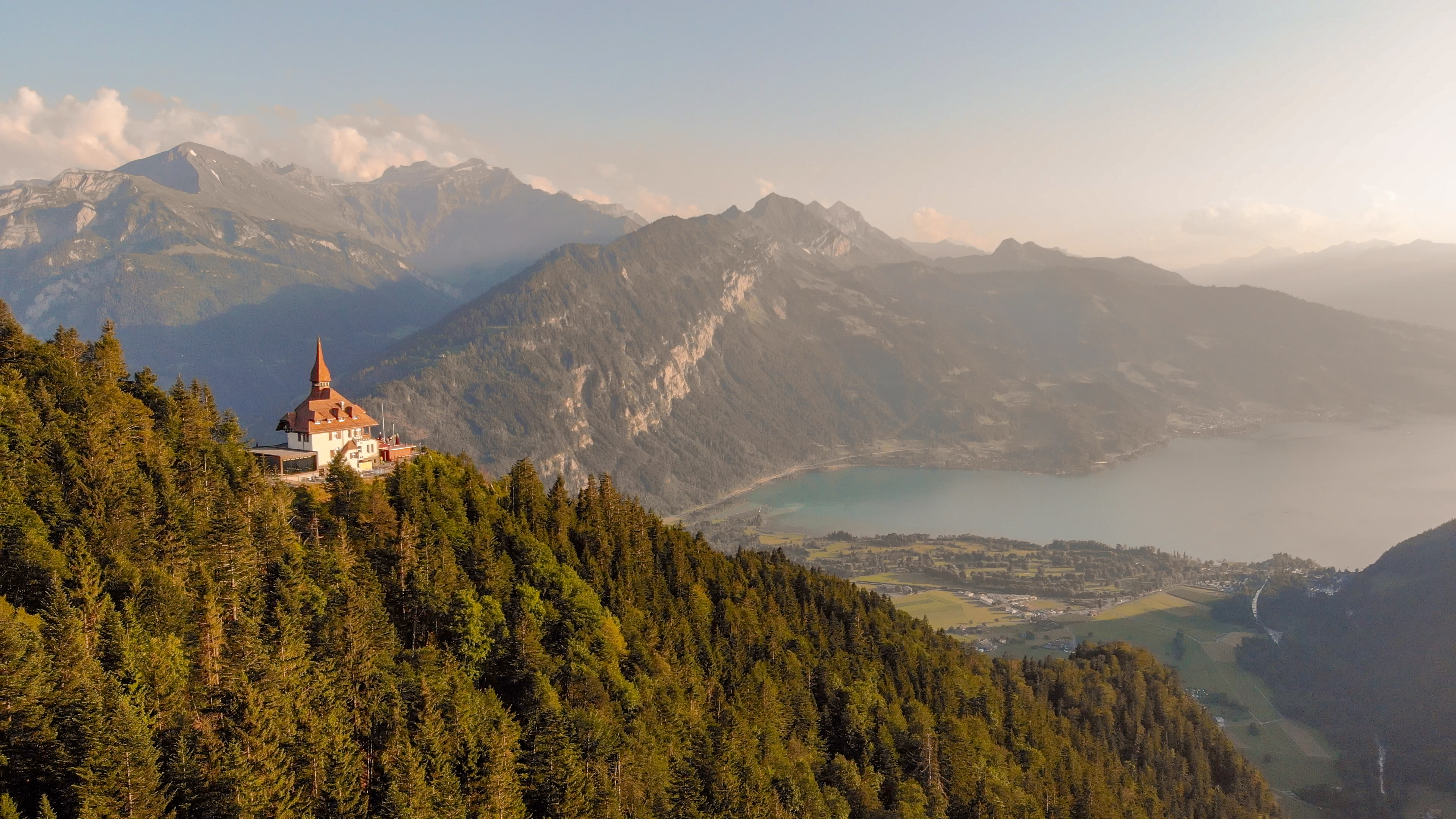
Harder Kulm und Thunersee bei Sonnenuntergang

Von Restaurant und Aussichtsplattform hat man einen Rundumblick auf die Jungfrau-Region. Im Westen liegt der Thunersee, im Osten der Brienzersee. In Richtung Süden sind das Bödeli, mit den Gemeinden Unterseen, Interlaken, und Matten, sowie das weltberühmte Dreigestirn Eiger, Mönch und Jungfrau zu sehen.

## Erschliessung

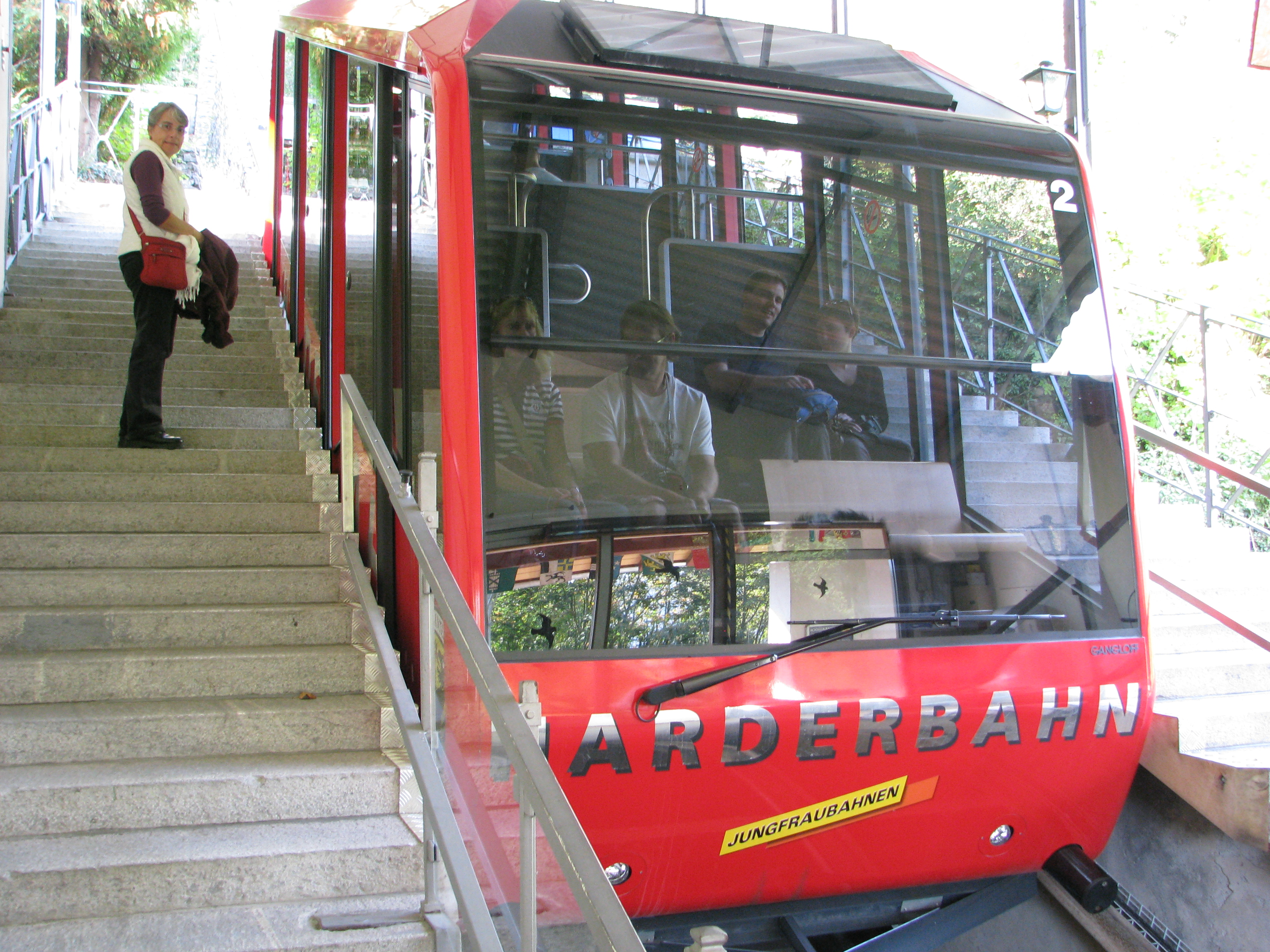
Die Harderbahn

Auf den Berg führt die Harderbahn, eine Standseilbahn, die den Gipfel in acht Minuten erreicht. Die Bahn wurde am 5. Mai 1908 eröffnet und 1966 grundlegend modernisiert. Auf einer 1435 m langen Strecke werden Neigungen bis 64 % überwunden. Im Gegensatz zu vielen anderen Standseilbahnen, die ihren Weg schnurgerade aufwärts nehmen, beschreibt die Harderbahn fast einen Viertelkreis: Sie verlässt die Talstation in nördlicher und erreicht die Bergstation in westlicher Richtung. Für viele bedeutet die Bergstation keinen Endpunkt, sondern eigentlich erst den Ausgangspunkt für weitere Ausflüge. Schon während des Bahnbaus wurden Wanderwege angelegt und mit den Jahren weiter ausgebaut. 
Auf solch einem Weg erreicht man den denkmalgeschützten Pavillon Höhbühl im Harderwald. Die «schmucken, in die Landschaft passenden Gebäude» der Tal- und Bergstation, des Pavillons und des Restaurants hat Interlakens Heimatschutz durchgesetzt. Das Gebäude der Talstation ist ohne grössere Veränderung erhalten geblieben, wie es in den ersten Jahren nach der Jahrhundertwende erbaut worden war und gehört zu den denkmalgeschützten Bauten Interlakens. Auch das frühere Hotel und jetzige Restaurant im Pavillonstil hat sich architektonisch nicht stark verändert.

## Tierwelt
In der Region Interlaken ist der Steinbock allgegenwärtig. Da er neugierig und weniger scheu ist als Gämse, wurde er mit dem Aufkommen der Handfeuerwaffe nur allzu leicht zur gewichtigen Beute der Jäger. Aber auch andere Faktoren wie Krankheiten und die Erweiterung der Hochweiden führten dazu, dass die Kolonie kleiner wurde. Friedrich Michel berief aus diesem Grund am 25. Februar 1913 eine Versammlung ein. Einstimmig beschloss man die Gründung eines Wildparkvereins, mit dem prioritären Ziel der Wiederansiedlung des Alpensteinbocks. Der Wildpark wurde 1914 ganz in der Nähe der Talstation der Harderbahn errichtet. 1915 traf das erste Zuchtpärchen ein und 1917/18 kamen die ersten Kitze im Alpenwildpark zur Welt. Die Kolonie entwickelte sich ausserordentlich gut und wenige Jahre später erfolgte die erste Aussetzung auf dem Hardergrat. Neben Steinböcken bietet der Alpenwildpark auch Murmeltieren einen Lebensraum.

## Felsstürze
Die Kette Harder – Augstmatthorn – Brienzer Rothorn besteht aus Kreide- und zu einem kleinen Teil aus Tertiärsedimenten der Wildhorn-Decke. Am Harder sind die Gesteinsschichten überkippt. Die jüngeren unten, die älteren oben, tauchen sie südwärts unter das Bödeli. Der Chammechlack, ein mächtiger Spalt, entstand durch die Erosion einer Mergelschicht und wurde immer grösser.
Am 24. März 1956 ereignete sich ein Steinschlag. Oben am Hardermanndli hatten sich gewaltige Felsblöcke gelöst. Wie in der Zeitung Volksblatt zu lesen war, sei am Samstagabend kurz nach 8 Uhr die Bevölkerung von Interlaken und Unterseen durch gewaltiges Gepolter im Harder aufgeschreckt worden. 
Am 18. Mai 1980 konnte von verschiedenen Bewohnern beobachtet werden, wie sich im Äbnitwald und im Gebiet von Ried Erdmassen bewegten. Walter Gigon vermutete, dass die Felsmassen auf einer Tonschicht lagerten, die durch die Nässe der Schneeschmelze zur Rutschbahn wurden. Felsen und Erde setzten sich in Bewegung.
Damit die Menschen trotz der bekannten Steinschlaggefahr ruhig schlafen können, wurden Steinschlagnetze montiert und Schutzdämme aufgeschüttet. Auch ein Überwachungsprogramm, ein Frühwarndienst und ein Pflichtheft wurden geschaffen. Laut dem Pflichtheft sind die Felsbereiche mit fraglicher Stabilität periodisch zu kontrollieren.

## Die Sage des Hardermanndli
Aus dem Volksmund heisst es, dass ein lustwandelnder Mönch hoch im Walde am Harder ein Unterseer Kind beim Holzsammeln traf. Er stellte ihm nach und jagte es den Waldweg entlang. Da sprang das verfolgte Mädchen in seiner Herzensangst über die furchtbare, jähe Fluh hinaus und zerschellte in der Tiefe. Der Mönch aber wurde vom himmlischen Richter irdischer Untaten in Stein verwandelt. Er, das Hardermanndli, ist verflucht, jahrtausendelang zu der Stelle seines Verbrechens niederzuschauen. 